# انگشتر سحرآمیز
انگشتر سحرآمیز انیمیشنی عروسکی است به کارگردانی رؤیا خاشعی و نویسندگی ابراهیم کریمی. این انیمیشن برای اولین بار به صورت سینمایی در سال ۱۳۸۱ تولید و پخش شد و بعدها نیز به صورت سریال به آنتن شبکه آموزش رفت. موسیقی متن این انیمیشن را کامبیز روشن‌روان تهیه کرده است. این انیمیشن در سبک عروسکی تولید شده و عبدالعزیز درویشی مدیر فیلم‌برداری این اثر بوده است.

## داستان
پادشاهی درستکار و عادل که به خاطر رفتارهای نادرست پسرش، او را لایق ولایت عهدی خود نمی‌داند و دوست ندارد بعد از مرگش حکومت را به او بسپارد. او از خدا می‌خواهد که پسرش سر به راه شود. شبی، موهبتی الهی به او عطا می‌شود تا پسر را از گمراهی رها کند؛ انگشتری سحرآمیز که نسبت به خطا حساس است، به او داده می‌شود راز این انگشتر در آن است که وقتی شاهزاده کار خطایی انجام می‌دهد، انگشتر او را نیش می‌زند. داروغه که فردی خشن و زورگو است این انگشتر را طلسم و جادو می‌داند و از شاهزاده می‌خواهد که انگشتر را از خود دور کند. پس از دور کردن انگشتر، شاهزاده نیز همانند داروغه به مردم ظلم می‌کرد و با سخت‌گیری‌هایش مردم را از خود ناراضی کرد. تا اینکه شبی چهره شاهزاده شبیه گرگ شد و باعث ترس و وحشت همگان شد. مردم تصمیم به کشتن او گرفتند. حاکم جوان با شنیدن این حرف پا به فرار گذاشت و به جنگل رفت. آنجا درون چاهی افتاد و احساس ندامت و پشیمانی کرد و از خدا کمک خواست. از این رو فرشته وحی به سراغش آمد و او را به کلاغی تبدیل کرد و از او خواست که به مدت سه روز بدی‌هایش را جبران کند. او نیز به کمک طوطی به سراغ غاری رفت که فقط به روی امیرزاده باز می‌شود. در آنجا با هیولای پلیدی‌نما مبارزه کرد و توانست آینه عمر او را بشکند. پس از آن به خواست خدا به چهره واقعی‌اش تبدیل شد و مجدد به سراغ مردم رفت و همانند پدرش عدالت را در شهر برقرار کرد.

## عوامل سخت
اسامی عوامل ساخت این انیمیشن عروسکی از تیتراژ برنامه استخراج شده است.
نویسنده
- ابراهیم کریمی

بر اساس داستانی از
- سید جمال‌الدین اسدآبادی

کارگردان
- رؤیا خاشعی

دستیاران کارگردان
- مسعود صفری
- غلامعلی قنبری

انیماتورها
- مریم آبدار
- محمدرضا خانزاد

تصویربردار و نورپرداز
- پریسا ایزدپناه

دستیاران تصویربردار
- علی شکری
- حمید محمدی

تدوین
- محمدابراهیم گرجی

صدابرداری و صداگذاری
- محمد گهربخش

موسیقی
- کامبیز روشن‌روان

مدیر دوبلاژ
- شوکت حجت

دکور
- غلامعلی قنبری (ناظر فنی دکور)
- امیر شریف‌پور
- وحید نعمتی
- حسین مقراضچی
- محمدمعین صمدی

ساخت اکسسوار
- انسیه رستگار (ناظر فنی اکسسوار)
- وحید نعمتی
- فرنوش احمدی شیرازی

طراحی لباس عروسک
- محمدرضا خانزاد

ساخت اسکلت
- بیژن خوشخرام

ساخت عروسک
- انسیه رستگار
- حسین مقراضچی
- شهاب مردانیان
- محمدمعین صمدی
- فرنوش احمدی شیرازی
- آفرین سمنانی

دوخت لباس عروسک
- نسرین سمیعی
- فرنوش احمدی شیرازی

گریم عروسک
- الهام عیوضی
- محمدمعین صمدی
- نورانه سیدجباری
- زهرا بیگم بنی‌پور

تیتراژ
- پوریا سازگار
- روزبه کشاورز

جلوه‌های ویژه کامپیوتری
- شهرام قادری
- رضا قبادی‌نیک
- سامان پهلوان‌نژاد
- عباس گرمابی
- روانبخش صادقی
- پویا برهان
- سید علیرضا معراجی
- پوپک نوید
- فاطمه نائب‌آقا
- علی صادقی یگانه

## جوایز
انیمیشن انگشتر سحرآمیز در اولین جشنواره تلویزیونی جام جم سیما برنده بهترین کارگردانی پویانمایی شده است.